# Lạc Lăng

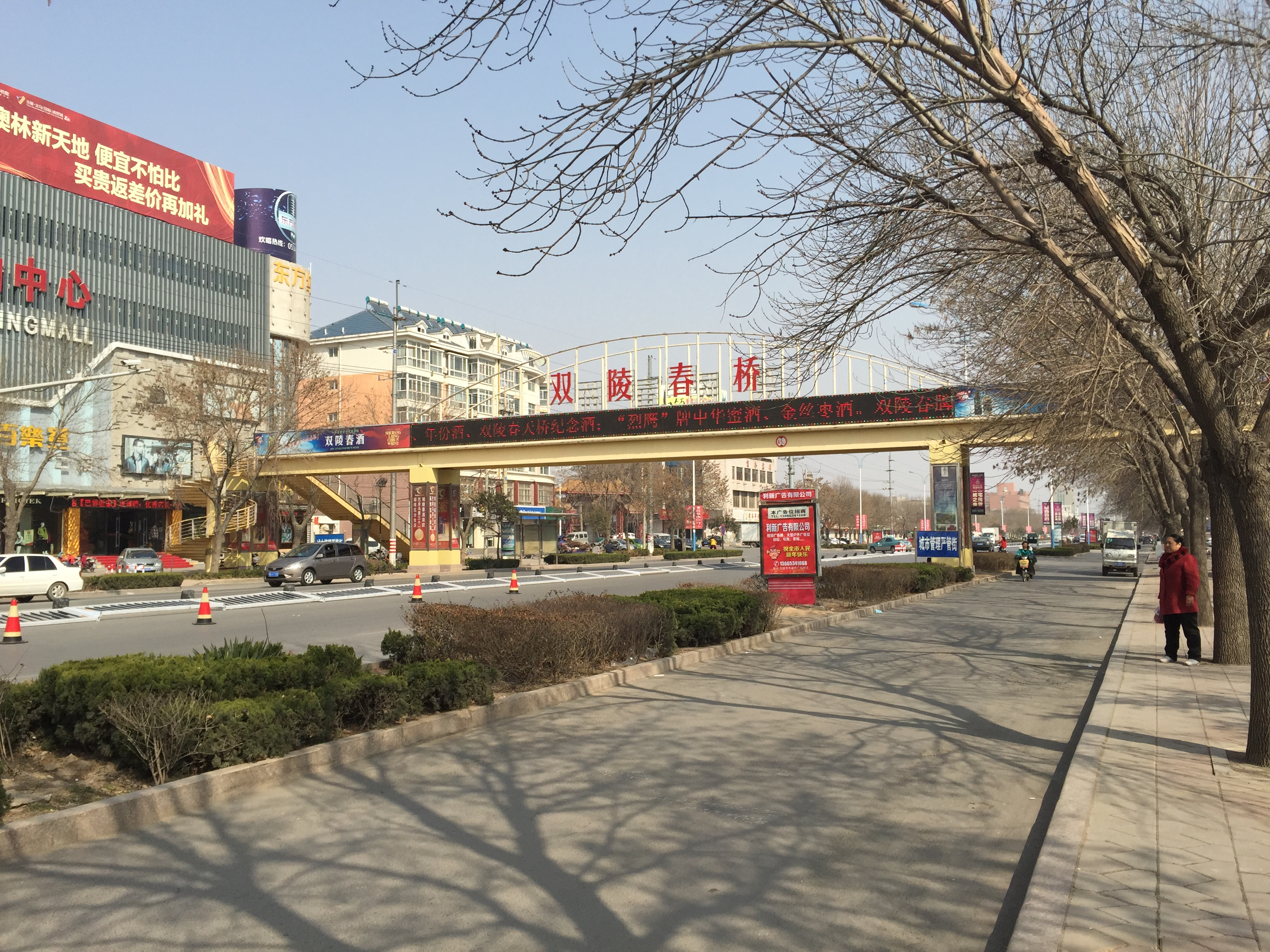
Lạc Lăng

Lạc Lăng (giản thể: 乐陵市; phồn thể: 樂陵市; bính âm: Làolíng Shì, Hán Việt: Lạc Lăng thị) là một thành phố cấp huyện thuộc địa cấp thị Đức Châu, tỉnh Sơn Đông, Trung Quốc. Thành phố này có diện tích 1.173 km², dân số năm 2001 là 640.000 người (năm 2019 là 676.000 người).

## Phân chia hành chính
Tính đến năm 2012, thành phố Lạc Lăng được chia thành các đơn vị hành chính gồm 4 nhai đạo, 8 trấn và 4 hương.